# Aedes michaelikati
Aedes michaelikati är en tvåvingeart som beskrevs av Someren 1946. Aedes michaelikati ingår i släktet Aedes och familjen stickmyggor.
Artens utbredningsområde är Kenya. Inga underarter finns listade i Catalogue of Life.